# Susan Cunliffe-Lister
Susan Cunliffe Lister (née Sinclair le 14 avril 1935 et morte le 12 mars 2023), comtesse douairière de Swinton, baronne Masham d'Ilton, Deputy Lieutenant, Dame de l'ordre de Saint Grégoire le Grand est une noble britannique, crossbencher à la Chambre des lords et une ancienne athlète de haut niveau et engagée dans la défense des droits des personnes handicapées.

## Biographie
Susan Cunliffe-Lister est la fille du major Sir Ronald Sinclair, baronnet, 8e du nom. Elle fréquente la Heathfield school et London Polytechnic.
En 1959, elle épouse Lord Masham (1937-2006), qui est devenu 2e comte de Swinton en 1972. Par son mariage, elle prend le nom de Lady Masham, puis celui de comtesse de Swinton. En 1970, elle devient pair à vie sous le titre de baronne Marsham d'Ilton, du nom du village de Masham dans le North Riding du Yorkshire. Son époux et elle-même sont l'un des rares couples de l'époque à posséder chacun un titre de noblesse de plein droit.
Ensemble, ils adoptent deux enfants. Elle est veuve depuis 2006.
Fervente catholique, elle est marraine de l'Institut de théologie Margaret Beaufort.

### Militante en faveur des personnes handicapées
À la suite d'un accident de la route en 1958, Susan Cunliffe-Lister est devenue handicapée et défend dès lors la cause des personnes ayant un handicap.
En tant que membre active de la Chambre des Lords sous son titre de baronne Masham d'Ilton, elle suit avec intérêt les questions de handicap, de santé et de réformes pénales.
Elle dirige le centre équestre de Masham dans le Nord du comté du Yorkshire.
En 2011, elle a reçu le titre d'associée honoraire du Royal College of Nursing. La même année, elle est devenue la marraine de l'association Disability Action Yorkshire, dont elle suivait déjà les actions.
Elle est à l'origine de la fondation Spinal Injuries Association, dont elle est la directrice .
Elle est également une ancienne athlète paralympique ayant gagné plusieurs médailles en tennis de table et en natation aux jeux paralympiques de 1960 (médaille d'or en 25 mètres brasse et médaille d'argent en 25 mètres dos et médaille de bronze en double dames), 1964 (1 médaille d'or en double dames et 4 médailles d'argent en 25 mètres brasse, 25 mètres nage libre couché et 25 mètres nage libre incliné et en simple dames) et 1968 (1 médaille d'argent en double dames et 1 médaille de bronze en simple dames),,
De 2004 à sa mort, elle est la vice présidente de Snowdon Trust, fondée par le comte de Snowdon et qui offre des subventions et des bourses aux étudiants souffrant de handicaps.